# 利川徐氏

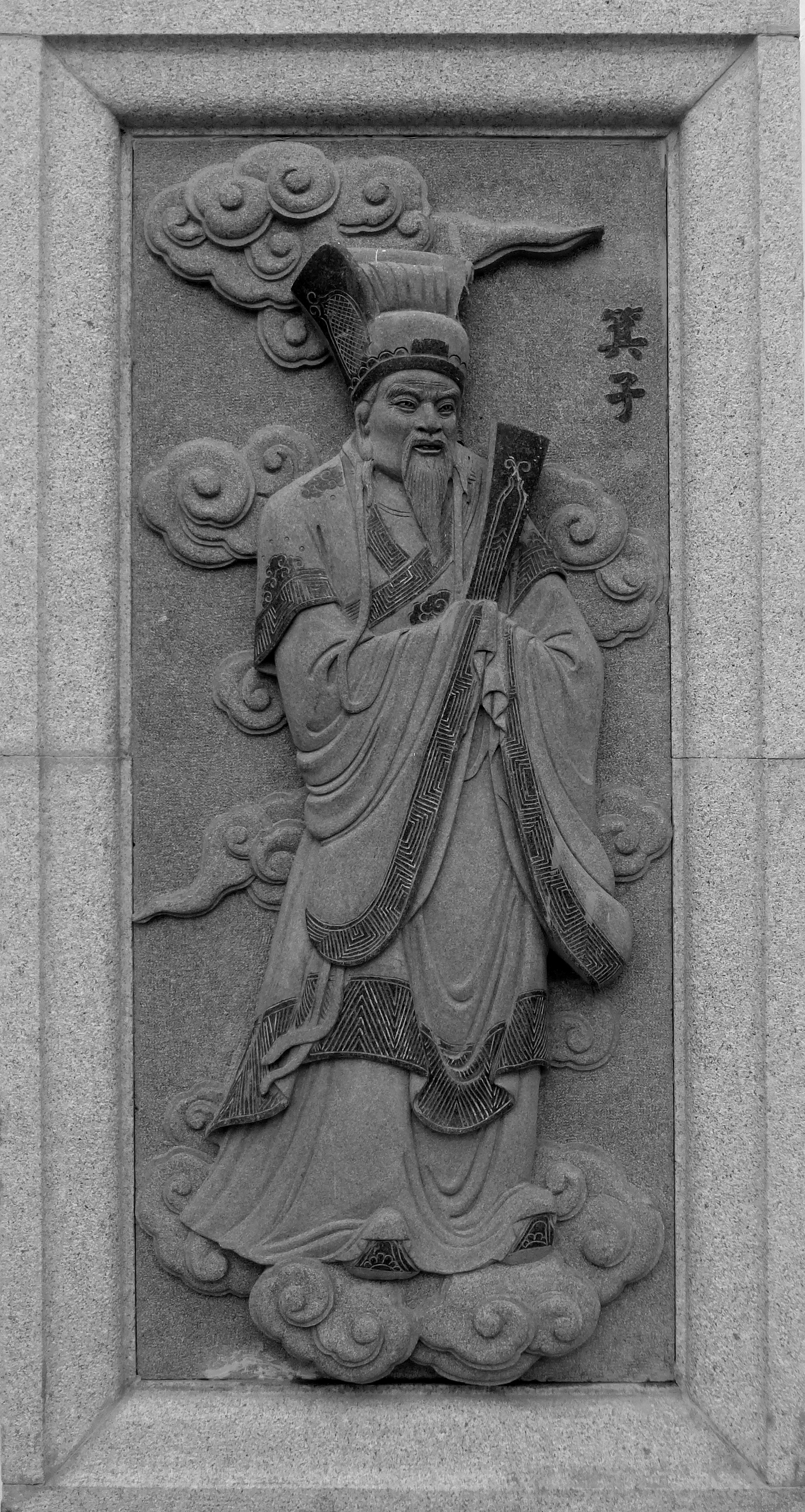
箕子

利川徐氏（イチョンソし、りせんじょし、朝鮮語: 이천서씨）は、朝鮮の氏族の一つ。本貫は京畿道利川市である。2015年の調査では200,003人。
始祖は、箕子朝鮮の最後の王準王の子孫である徐神逸。利川の徐河城に住むようになり、地名から姓をつくった。

## 人口分布と集姓村
人口数、割合はいずれも2015年統計。集姓村のある地域は以下の通りである。
- 京畿道利川市（1,020人、総人口の0.54%）
  - 夫鉢面
- 慶尚北道軍威郡（208人、総人口の1.04%）
  - 軍威邑大北洞
- 慶尚北道慶州市（980人、総人口の0.41%）
- 全羅南道羅州市（1,141人、総人口の1.33%）
  - 鳳凰面
- 全羅南道務安郡（1,572人、総人口の2.11%。全国で総人口に占める比例が最も高い地域である）
- 全羅南道宝城郡（403人、総人口の1.08%）
  - 筏橋邑永登里
- 全羅南道咸平郡（554人、総人口の1.92%）
  - 鶴橋面
- 全羅北道井邑市（532人、総人口の0.52%）
  - 梨坪面馬項里
- 咸鏡南道高原郡
  - 郡内面
- 咸鏡南道洪原郡[3]